# ソングオブウインド
ソングオブウインド（欧字名:Song of Wind、2003年2月20日 - ）は、日本の競走馬、種牡馬。
2006年の菊花賞（GI）優勝馬。
馬名の由来は小説家・村上春樹の第1作目の長編小説『風の歌を聴け』から。クラブ法人「社台サラブレッドクラブ」が、一口馬主を募集した価格は2200万円（1口55万円×40口）。

## 競走馬時代

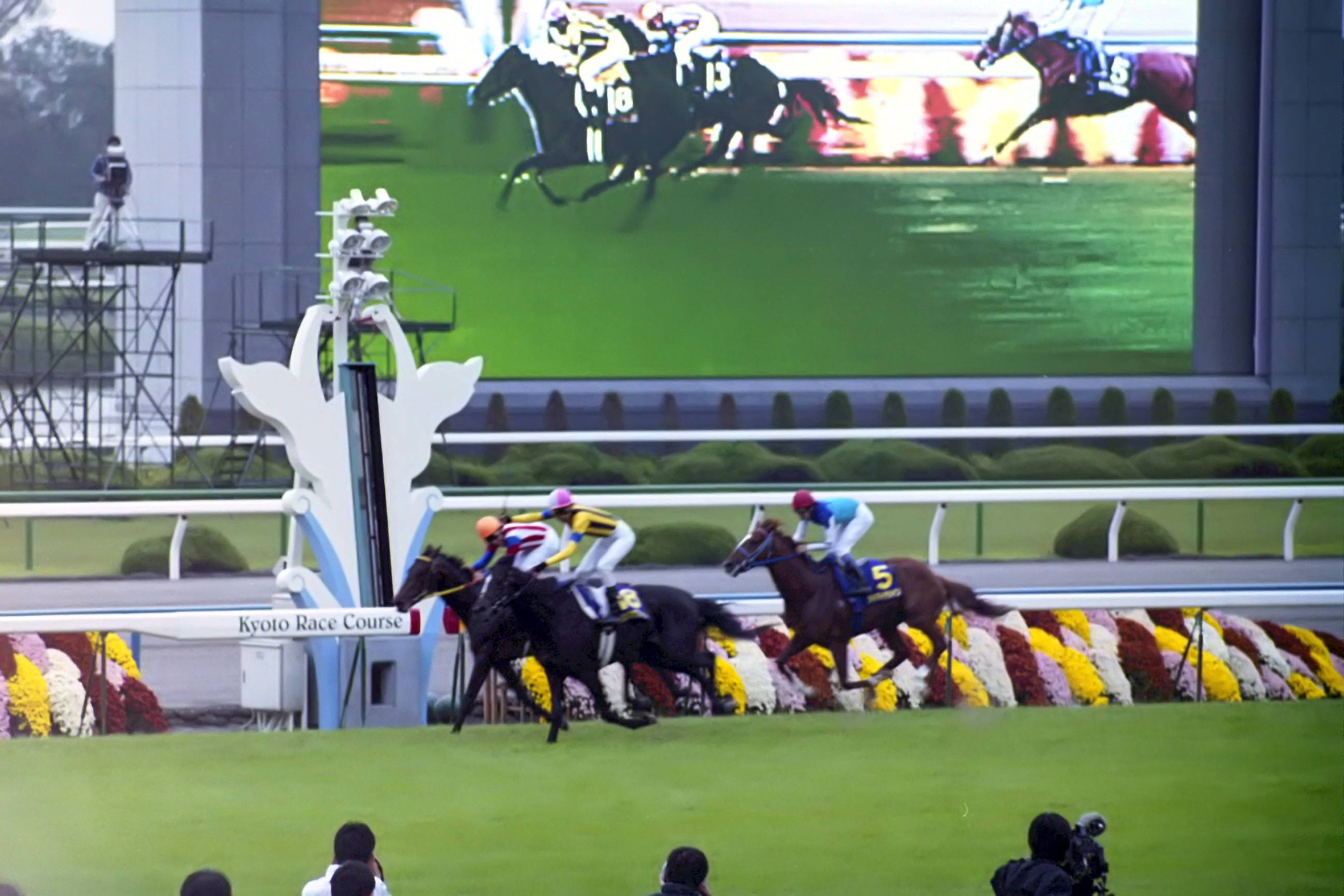
第67回菊花賞

2006年1月29日、京都競馬のダート1800メートルの新馬戦でデビュー。鞍上に武豊を迎え単勝1番人気に推されるも、2着に敗れる。その後勝ち切れないレースが続くが、5戦目の未勝利戦、4戦目から手綱を取った武幸四郎を鞍上に初勝利を挙げた。
初勝利のあと、初の芝レースで2着と好走し芝への適性を示し、次の夏木立賞で2勝目を挙げると、続く初重賞挑戦となったラジオNIKKEI賞 (GIII) では2着に入った。秋はダービーグランプリにも選出されたが、結局神戸新聞杯から始動、ドリームパスポート、メイショウサムソンに次ぐ3着に入り菊花賞への優先出走権を獲得する。
菊花賞では後方待機策から直線で一気に差し切り、重賞初制覇をGI勝利で飾った。このときのタイム3分2秒7は、京都競馬場芝3000メートルのコースレコードを0秒1、菊花賞レースレコードの3分3秒2（1998年のセイウンスカイ）を0秒5更新するものであった。2002年に亡くなった父のエルコンドルパサーはこの馬の世代がラストクロップであるため、最後のクラシック制覇のチャンスで初のGI産駒が誕生したことになる。
菊花賞後は香港ヴァーズに出走し、遠征などで体調があまりよくなかったものの4着に入った。レース翌日に右前肢の腱を負傷したと香港ジョッキークラブから発表されていたが、帰国後の12月22日に着地検査先でのエコー検査の結果、右前浅屈腱炎であったことが判明し、北海道に放牧に出されて休養。そのまま引退し種牡馬入りすることが決まった。

## 競走成績
以下の内容は、netkeiba.comの情報 に基づく。
| 競走日     | 競馬場 | 競走名         | 格      | 距離（馬場）  | 頭 数 | 枠 番 | 馬 番 | オッズ （人気） | 着順 | タイム （上がり3F） | 着差 | 騎手      | 斤量 [kg] | 1着馬（2着馬）         | 馬体重 [kg] |
| ---------- | ------ | -------------- | ------- | ------------- | ----- | ----- | ----- | --------------- | ---- | ------------------- | ---- | --------- | --------- | ---------------------- | ----------- |
| 2006.01.29 | 京都   | 3歳新馬        |         | ダ1800m（良） | 13    | 4     | 5     | 002.00（1人）   | 02着 | R1:54.5 (37.1)      | -0.2 | 0武豊     | 56        | シロキタベガ           | 492         |
| 0000.02.18 | 京都   | 3歳未勝利      |         | ダ1800m（稍） | 16    | 2     | 4     | 001.20（1人）   | 03着 | R1:54.3 (38.1)      | -0.3 | 0武豊     | 56        | メイショウシャフト     | 478         |
| 0000.03.12 | 阪神   | 3歳未勝利      |         | ダ1800m（重） | 14    | 6     | 9     | 002.10（1人）   | 03着 | R1:56.4 (38.3)      | -0.6 | 0武豊     | 56        | パーフェクトラン       | 476         |
| 0000.03.26 | 阪神   | 3歳未勝利      |         | ダ1400m（良） | 14    | 3     | 3     | 001.50（1人）   | 02着 | R1:27.0 (38.3)      | -0.2 | 0武幸四郎 | 56        | サミーデザート         | 480         |
| 0000.04.09 | 中山   | 3歳未勝利      |         | ダ1800m（良） | 11    | 1     | 1     | 001.50（1人）   | 01着 | R1:57.7 (40.8)      | -0.1 | 0武幸四郎 | 56        | （ハタノスティング）   | 478         |
| 0000.04.29 | 京都   | 3歳500万下     |         | 芝1800m（良） | 14    | 4     | 5     | 014.00（5人）   | 02着 | R1:48.0 (33.8)      | -0.2 | 0武幸四郎 | 56        | ソリッドプラチナム     | 472         |
| 0000.05.13 | 東京   | 夏木立賞       | 500万下 | 芝2000m（良） | 13    | 5     | 6     | 006.20（2人）   | 01着 | R2:01.7（34.7）     | -0.2 | 0北村宏司 | 56        | （サクラマジェスティ） | 470         |
| 0000.07.02 | 福島   | ラジオNIKKEI賞 | GIII    | 芝1800m（重） | 16    | 5     | 10    | 005.50（2人）   | 02着 | R1:50.8 (37.3)      | -0.3 | 0田中勝春 | 54        | タマモサポート         | 468         |
| 0000.09.24 | 中京   | 神戸新聞杯     | GII     | 芝2000m（良） | 16    | 6     | 11    | 042.30（6人）   | 03着 | R1:58.2 (35.4)      | -0.1 | 0武幸四郎 | 56        | ドリームパスポート     | 476         |
| 0000.10.22 | 京都   | 菊花賞         | GI      | 芝3000m（良） | 18    | 8     | 18    | 044.20（8人）   | 01着 | R3:02.7 (33.5)      | -0.0 | 0武幸四郎 | 57        | （ドリームパスポート） | 476         |
| 0000.12.10 | 沙田   | 香港ヴァーズ   | G1      | 芝2400m（良） | 10    | 6     | 9     |                 | 04着 | R2.27.3             | -0.2 | 0武幸四郎 | 55        | Collier Hill           | 計不        |

- タイム欄のRはレコード勝ちを示す。

## 種牡馬時代
2007年、当初社台スタリオンステーション荻伏で種牡馬となったが、種付け希望が多く社台スタリオンステーションに移動となった。その後7月13日には優駿スタリオンステーションへ移動した。初年度産駒の初勝利は中央競馬では2010年6月20日にコットンフィールド（福島・2歳新馬）が、地方競馬では2010年5月26日にモルフェソングエル（ホッカイドウ競馬のルーキーチャレンジ）が挙げている。
2014年12月4日付で用途変更、種牡馬を引退。追分ファームで功労馬として余生を送っていたが、まだ若かったこともあり、茨城県水戸市の中島トニアシュタールで乗馬に転向した。
2018年、中央競馬所属時にアンタレスステークス2着などの実績を挙げたアイファーソングが後継種牡馬となった。

### 主な産駒
- 2008年産
  - コンプリート（赤松杯）
- 2009年産
  - グッドグラッド（星雲賞）
- 2012年産
  - ジュメーリイ（黒潮皐月賞）
  - キヨマサ（霧島賞3回)
- 2013年産
  - スマイリーキュート（サラブレッド大賞典）

### ブルードメアサイアーとしての主な産駒
- 2012年産
  - サンデンバロン（名古屋記念[10]）

## 血統表
| ソングオブウインドの血統            | ソングオブウインドの血統                                                  | ソングオブウインドの血統                                                  | （血統表の出典）                                                          | （血統表の出典）       |
| 父系                                | キングマンボ系/ミスタープロスペクター系                                   | キングマンボ系/ミスタープロスペクター系                                   | キングマンボ系/ミスタープロスペクター系                                   | [ § 2 ]                |
| 父 * エルコンドルパサー 1995 黒鹿毛 | 父の父Kingmambo 1990 鹿毛                                                 | Mr. Prospector                                                            | Raise a Native                                                            | Raise a Native         |
| 父 * エルコンドルパサー 1995 黒鹿毛 | 父の父Kingmambo 1990 鹿毛                                                 | Mr. Prospector                                                            | Gold Digger                                                               |                        |
| 父 * エルコンドルパサー 1995 黒鹿毛 | 父の父Kingmambo 1990 鹿毛                                                 | Miesque                                                                   | Nureyev                                                                   | Nureyev                |
| 父 * エルコンドルパサー 1995 黒鹿毛 | 父の父Kingmambo 1990 鹿毛                                                 | Miesque                                                                   | Pasadoble                                                                 |                        |
| 父 * エルコンドルパサー 1995 黒鹿毛 | 父の母* サドラーズギャル Saddlers Gal 1989 鹿毛                           | Sadler's Wells                                                            | Northern Dancer                                                           | Northern Dancer        |
| 父 * エルコンドルパサー 1995 黒鹿毛 | 父の母* サドラーズギャル Saddlers Gal 1989 鹿毛                           | Sadler's Wells                                                            | Fairy Bridge                                                              |                        |
| 父 * エルコンドルパサー 1995 黒鹿毛 | 父の母* サドラーズギャル Saddlers Gal 1989 鹿毛                           | Glenveagh                                                                 | Seattle Slew                                                              | Seattle Slew           |
| 父 * エルコンドルパサー 1995 黒鹿毛 | 父の母* サドラーズギャル Saddlers Gal 1989 鹿毛                           | Glenveagh                                                                 | Lisadell                                                                  |                        |
| 母 メモリアルサマー 1998 青毛       | 母の父* サンデーサイレンス Sunday Silence 1986 青鹿毛                     | Halo                                                                      | Hail to Reason                                                            | Hail to Reason         |
| 母 メモリアルサマー 1998 青毛       | 母の父* サンデーサイレンス Sunday Silence 1986 青鹿毛                     | Halo                                                                      | Cosmah                                                                    |                        |
| 母 メモリアルサマー 1998 青毛       | 母の父* サンデーサイレンス Sunday Silence 1986 青鹿毛                     | Wishing Well                                                              | Understanding                                                             | Understanding          |
| 母 メモリアルサマー 1998 青毛       | 母の父* サンデーサイレンス Sunday Silence 1986 青鹿毛                     | Wishing Well                                                              | Mountain Flower                                                           |                        |
| 母 メモリアルサマー 1998 青毛       | 母の母サマーワイン 1990 黒鹿毛                                            | * トニービン Tony Bin                                                     | カンパラ                                                                  | カンパラ               |
| 母 メモリアルサマー 1998 青毛       | 母の母サマーワイン 1990 黒鹿毛                                            | * トニービン Tony Bin                                                     | Severn Bridge                                                             |                        |
| 母 メモリアルサマー 1998 青毛       | 母の母サマーワイン 1990 黒鹿毛                                            | シヤダイマイン                                                            | * ヒッティングアウェー                                                    | * ヒッティングアウェー |
| 母 メモリアルサマー 1998 青毛       | 母の母サマーワイン 1990 黒鹿毛                                            | シヤダイマイン                                                            | * ファンシミン                                                            |                        |
| 母系(F-No.)                         | ファンシミン系(FN:9-f)                                                    | ファンシミン系(FN:9-f)                                                    | ファンシミン系(FN:9-f)                                                    | [ § 3 ]                |
| 5代内の近親交配                     | Special、Lisadell 12.50% 5･5･4（父内）、Northern Dancer 9.38% 5･4（父内） | Special、Lisadell 12.50% 5･5･4（父内）、Northern Dancer 9.38% 5･4（父内） | Special、Lisadell 12.50% 5･5･4（父内）、Northern Dancer 9.38% 5･4（父内） | [ § 4 ]                |
| 出典                                | 1. 2. 3. 4.                                                               | 1. 2. 3. 4.                                                               | 1. 2. 3. 4.                                                               | 1. 2. 3. 4.            |

4代母のファンシミンを始祖とする牝系からはアドマイヤマックス、ラインクラフト、ローゼンカバリーなど活躍馬多数。スターロツチ系やスカーレットインク系、シラオキ系などと並ぶ日本国内有数の名牝系出身である。